# Lupinus dalesae
Lupinus dalesae är en ärtväxtart som beskrevs av Alice Eastwood. Lupinus dalesae ingår i släktet lupiner, och familjen ärtväxter. Inga underarter finns listade i Catalogue of Life.